# Svärdsjö
Svärdsjö est une localité de Suède dans la commune de Falun située dans le comté de Dalécarlie.
Sa population était de 1 349 habitants en 2019.
La localité a donné son nom à une petite race traditionnelle de moutons à queue courte, le mouton de Svärdsjö (sv).

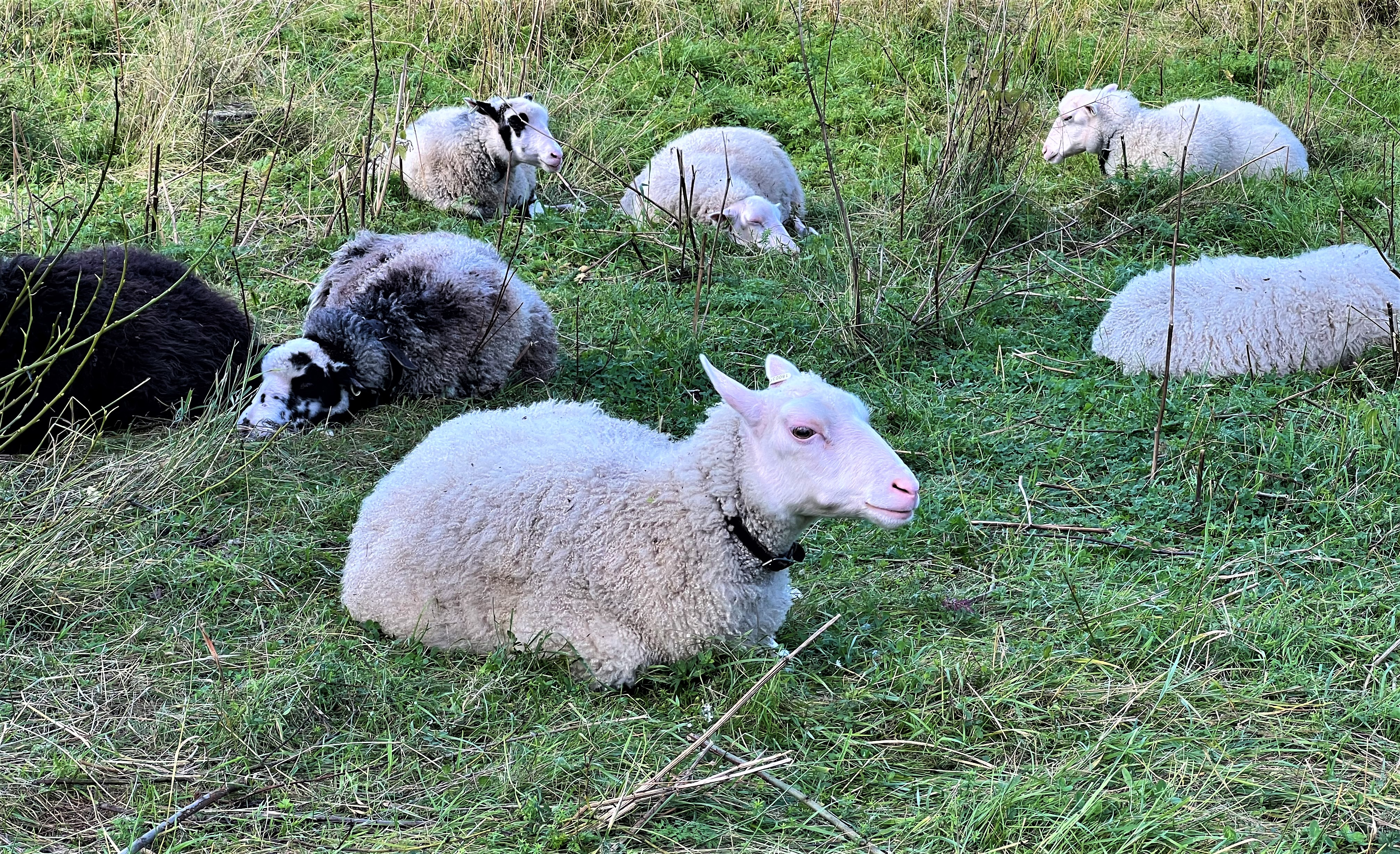
Groupe de moutons de Svärdsjö en Dalécarlie.